# 浮寝草
「浮寝草」（うきねぐさ）は、2000年8月2日に発売された香西かおりの18枚目のシングル。

## 解説
- 2000年末の第42回日本レコード大賞・最優秀歌唱賞受賞曲（ただし、同年の第52回NHK紅白歌合戦は「浮寝草」ではなく、1993年末の第42回日本レコード大賞受賞曲となった「無言坂」を7年ぶり2回目の歌唱披露となった）。
- 2001年には、表題曲と同名のアルバムがリリースされた。

## 収録曲
- 両楽曲共に、作詞：石本美由起、作曲：船村徹、編曲：蔦将包

1. 浮寝草 (4分30秒)
2. 鴎の願い (4分33秒)
3. 浮寝草（オリジナル・カラオケ）
4. 鴎の願い（オリジナル・カラオケ）